# Ghiacciaio Renard
Il ghiacciaio Renard (in inglese Renard Glacier) (64°40′S 61°38′W) è un ghiacciaio situato sulla costa di Danco, nella parte occidentale della Terra di Graham, in Antartide. Il ghiacciaio, il cui punto più alto si trova 652 m s.l.m., fluisce verso nord-est a partire dal versante nord-occidentale dell'altopiano di Foster e scorre fino a entrare nella parte meridionale della baia di Charlotte.

## Storia
Il ghiacciaio Renard è stato mappato dalla spedizione belga in Antartide del 1897-99, comandata da Adrien de Gerlache, ed è stato così battezzato nel 1960 dal Comitato britannico per i toponimi antartici in onore di Charles Renard, l'ingegnere militare francese che nel 1884, assieme a Arthur Constantin Krebs, costruì il dirigibile La France, con cui, lo stesso anno, Krebs effettuò il primo volo stabile e interamente controllato su dirigibile.